# Аль-Мутанабби
Абу-т-Тайиб Ахмад ибн аль-Хусейн аль-Мутанабби (араб. المتنبي‎ — «выдающий себя за пророка»; 915, Эль-Куфа — 23 сентября 965, близ Нумании) — арабский поэт. Некоторые исследователи, в частности, востоковед И. Ю. Крачковский, считают аль-Мутанабби одним из наиболее выдающихся поэтов, когда-либо писавших на арабском языке.

## Краткая биография
Аль-Мутанабби родился в Куфе (современный Ирак) в семье водоноса, хотя и утверждал позже, что имеет благородное происхождение. Когда карматы напали на Куфу в 924 году, он ушёл с ними и жил в пустыне, изучив их диалект арабского, близкий к классическому арабскому. В 932 году он возглавил восстание карматов, выдавая себя за пророка; после поражения восстания попал в тюрьму. За это он получил своё прозвище, аль-Мутанабби. В 935 году его освободили из тюрьмы, и он стал странствующим поэтом, зарабатывая деньги стихами. В 948 году был принят ко двору халебского эмира Сайф ад-Даулы. Многие его произведения написаны под покровительством эмира. Покинул двор в результате интриг, а его преемником в руководстве поэтами Алеппо стал ан-Нами, который с ним соперничал. В 957 году поступил ко двору Абу-ль-Миск Кафура в Египте. Пытался стать губернатором Сидона, но не был назначен, и в отместку написал сатирическое стихотворение на Кафура и вынужден был бежать в 961 году. В 965 году принял приглашение буидского султана в Ширазе Азуд ад-Доуле, посвятил покровителю несколько своих лучших панегириков. По неизвестной причине он покинул двор Азуд ад-Доуле, затем в сентябре 965 года совершил путешествие в Куфу, где и был убит, предположительно в результате мести за оскорбление.
От аль-Мутанабби до нас дошли свыше ста од (касыд) и до двухсот мелких стихотворений и фрагментов. Его язык богат, а композиция поэзии содержит новшества. Лирический герой аль-Мутанабби чрезвычайно горд; в одном из стихотворений он утверждает, что его поэзия столь мощна, что даже слепые могут её читать, и слова столь наполнены значением, что даже глухие их слышат.

## Образ в современной литературе
Образ этого поэта в качестве главного героя был использован Г. Л. Олди в романе «Я возьму сам». В этой книге рассказывается о жизни Абу-т-Тайиба после его якобы гибели в 965 году.

## Сочинения
- Диван ал-Мутанабби, т. 1—4, Каир, 1936.

## Память
В честь Аль-Мутанабби названа Улица Мутанабби в Багдаде.